# Закись свинца
Закись свинца — неорганическое соединение
свинца и кислорода
с формулой Pb2O,
чёрные кристаллы (аморфные или кубические),
не растворяется в воде.

## Получение
- Разложение оксалата свинца(II) при нагревании без доступа воздуха:

{\displaystyle {\mathsf {2PbC_{2}O_{4}\ {\xrightarrow {300^{o}C}}\ Pb_{2}O+3CO_{2}\uparrow +CO\uparrow }}}

## Физические свойства
Закись свинца образует чёрные кристаллы
кубической сингонии, пространственная группа P n3m, параметры ячейки a = 0,539 нм, Z = 2,
структура типа оксида меди(I) Cu2O .
Не растворяется в воде.

## Применение
- Оксид дисвинца применяется в качестве катализатора [4]

## Физиологическое действие и токсичность
Как и другие неорганические соединения свинца, закись свинца Pb2O крайне токсична.